# Esprai

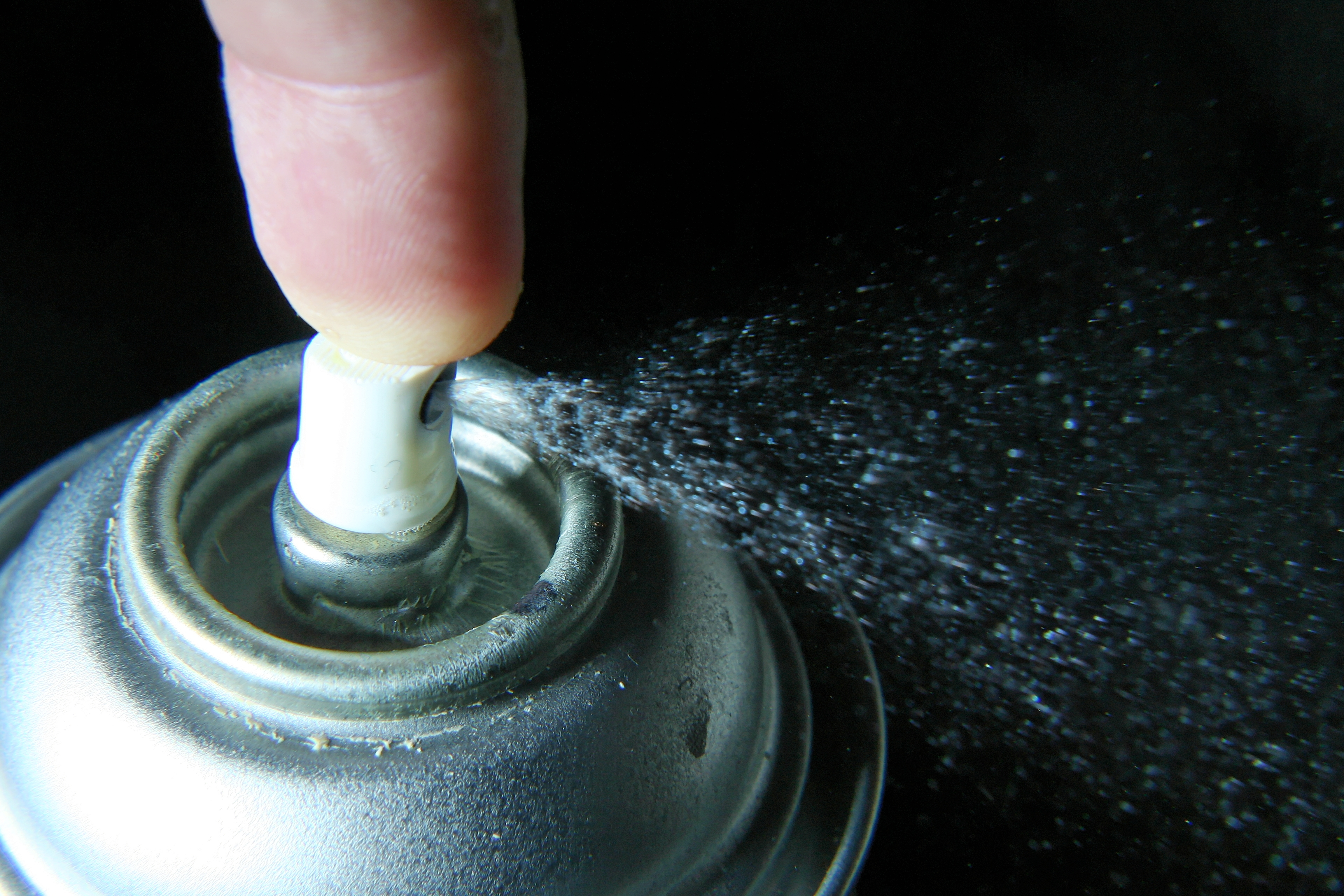
Esprai aerosol

Un esprai, aerosol, vaporitzador o esquitxador és un dispositiu format per un recipient on s'emmagatzema un líquid o una pols, acoblat a un sistema de propulsió que permet d'expulsar aquest líquid en forma d'aerosol (reduït a gotes molt fines). El mecanisme d'expulsió pot ser activat mecànicament (manxa, bomba) o mitjançant un gas propel·lent contingut a pressió. En qualsevol cas el líquid és expulsat del recipient mitjançant el canvi de pressió. Els esprais acostumen a fer unes partícules de mida relativament grossa que es dipositen ràpidament sobre les superfícies propenques. Per a fabricar aerosols de mida microscòpica es fan servir nebulitzadors, que permeten de produir gotes microscòpiques.
Un dels usos és en aplicacions via màquines polvoritzadores, on aquest s'utilitza per a aplicacions fitosanitàries. També s'usa per a aplicar pintura o productes de neteja. En general per a perfumeria es parla d'atomitzador.

## Història

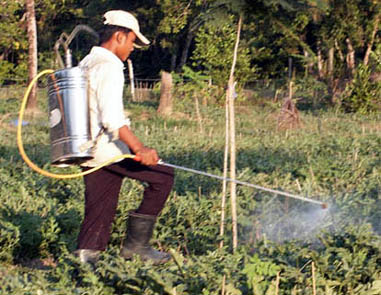
Aplicació d'un esprai mitjançant una manxa

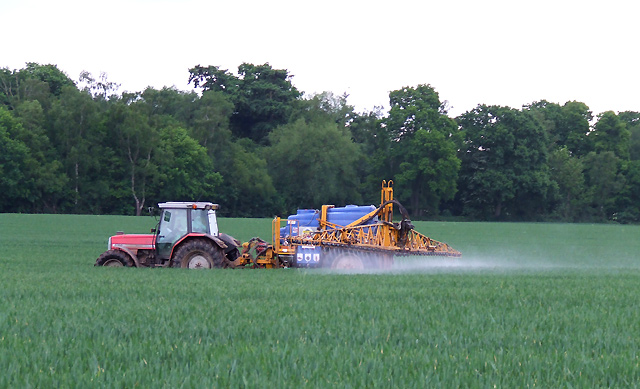
Màquina polvoritzadora aplicant un esprai sobre un conreu

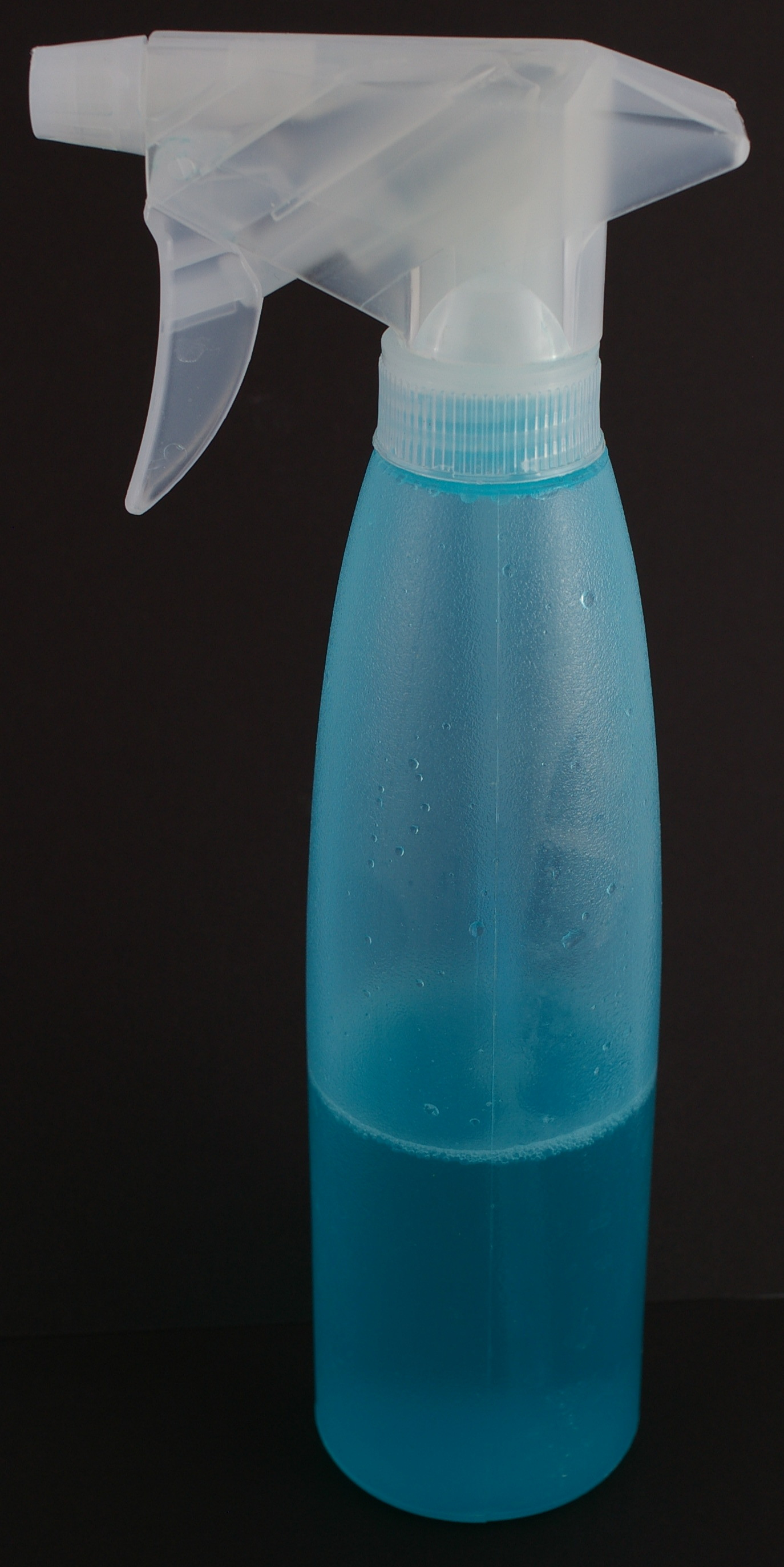
Esprai manual

El concepte d'un polvoritzador es va originar en els anys 1790, quan es van introduir a França les begudes carbonatades autopressuritzades. El 1837, Perpigna va inventar un sifó de soda incorporant una vàlvula al recipient de la beguda. El 1862 es van assajar llaunes metàl·liques d'aerosols. Estaven construïdes d'acer i eren massa pesants i voluminoses per tenir reeixida comercial. El 1899, els inventors Helbling i Pertsch van patentar aerosols pressuritzats que utilitzaven clorur de metil i clorur d'etil com a propulsors.
El 23 de novembre de 1927, enginyer noruec Erik Rotheim van patentar un pot de llauna d'aerosol amb vàlvula. Aquest va ser el precursor de l'aerosol modern. el 1998, l'oficina de correus de Noruega va emetre un segell en commemoració de la invenció de l'aerosol.
El 1941 els estatunidencs Lyle Goodhue i William Sullivan, es van acreditar com els inventors del modern polvoritzador.
Durant els anys 1940 es va dur a terme una producció massiva d'aerosols als Estats Units. Es tractava d'un insecticida anomenat "bomba insecte", creat per Goodhue & Sullivan. Els soldats el van utilitzar per a combatre les malalties causades per insectes en l'àrea del Pacífic durant la Segona Guerra Mundial. Es van fabricar 50 milions d'unitats, i algunes de les quals van trobar el seu camí cap al mercat nord-americà, després de la guerra, com a excedent de l'exèrcit. El resultat de la gran acceptació per part del públic feu que les companyies comercials van començar car cercar noves maneres d'explotar aquesta nova forma d'envasatge. Insecticides, desodorants d'ambient, laca per als cabells, van ser els primers productes a arribar al mercat europeu, a principi dels 50. Més tard apareixerien productes poc usuals, sovint de curta durada, com els concentrats de cafè, de xocolata o de whisky. Fabricats originàriament a partir d'una xapa d'alumini estirat, aviat els aerosols es van començar a fabricar també, com a embalatges de tres peces de llauna.
A final dels 70, un corrent de consciència ambiental va captar l'atenció del món, després de la publicació del report Molina/Rowland sobre la capa d'ozó. Els aerosols es van convertir en l'objectiu prioritari de legisladors, premsa mundial i organitzacions de consumidors, pel paper que es pensava que els CFCs jugaven en la disminució de la capa superior d'ozó, tot i la seva contribució, relativament menor, al fenomen. La indústria es va allunyar dels CFC per aproximar-se a propel·lents alternatius. Es va introduir a Europa l'etiquetatge "sense CFC". Des 1989, els aerosols europeus per al consum (excepte alguns productes mèdics, com els inhaladors contra l'asma) no contenen CFC.